# Тихон (Клітін)
Єпископ Тихон (в миру Павло Семенович Клітін; 1835 рік, Смоленська губернія - 5 [17] грудня 1896 року, Полтава) - єпископ Російської православної церкви, єпископ Оренбурзький і Уральський. Бібліїст, духовний письменник.

## Біографія
Народився у 1835 році в родині священика в селі Язвени, Юхновського повіту, Смоленської губернії.
У 1855 році закінчив Смоленську духовну семінарію.
15 липня 1860 року булв прийнятий в число братії Ординський Поречском пустині і призначений учителем і регентом співочих Смоленського архієрейського будинку.
13 серпня 1862 пострижений в чернецтво, 26 вересня висвячений у сан ієродиякона, а 22 жовтня - у сан ієромонаха.
У 1863 році вступив в Санкт-Петербурзьку духовну академію, яку закінчив в 1867 році і був призначений в. о. бакалавра Казанської духовної академії; потім був в ній професором по кафедрі Св. Писання.
У 1870 році отримав ступінь магістра богослов'я.
19 квітня 1875 возведений у сан архімандрита; з 9 липня - ректор Самарської семінарії.
З 28 вересня 1882 року - настоятель Чернігівського Єлецького монастиря; 27 травня 1885 року переведений в Домницький монастир. З 21 березня 1888 року - настоятель Новгород-Сіверського Преображенського монастиря.
З 21 лютого 1891 року — член Санкт-Петербурзького духовного цензорного комітету.
26 квітня 1892 хіротонізований на єпископа Муромського, вікарія Володимирської єпархії.
З 30 листопада 1895 року — єпископ Прилуцький, вікарій Полтавської єпархії.
З 15 листопада 1896 року призначений єпископом Оренбурзьким і Уральським, але по своєму хворобливому стані не зміг виїхати до місця свого нового служіння і помер в Полтаві 5 (17) грудня 1896 року. Похований у холодному соборі Полтавського Хрестовоздвиженського монастиря.

## Твори
- Статті (бібліографії): на твір проф. А. В. Вадковського: «Про двох посланнях св. апостола Павла до Тимофія »//« Православний співрозмовник. - 1870.
- «Статті на твір проф. Порфирьева»:« апокрифічні сказання про старозавітних обличчях та подіях »//« Православний співрозмовник. - 1873.
- «Про варіанти в книгах Нового Завіту» // «Православний співрозмовник. - тисячу вісімсот сімдесят одна.
- Досвід пояснення книг Святого Письма з записок на книгу «Вихід» // «Православний співрозмовник. - 1874.